# Quechua de Yungay (dialecto)
El quechua de Yungay es un dialecto del quechua de Huailas que se habla en la ciudad de Yungay, en la provincia de Yungay y otras zonas cercanas. Este dialecto se caracteriza por el mantener el fonema ɲ.